# Ve bét cây
Ve, bét cây là những động vật thuộc nhóm Ve bét, họ Tetranychidae, bao gồm khoảng 1.200 loài nhện rất nhỏ, thường sinh sống ở lá cây, chăng tơ ở đó và chích, hút nhựa cây hoặc ăn các tế bào của cây. Chúng sinh sống trên hàng trăm loài thực vật khác nhau và gây hại cho các loài cây này. Tuỳ theo loài, có thể dịch ra tiếng Việt là bét cây hoặc ve cây, nhưng trong trường hợp này xin đừng nhầm với bét kí sinh động vật hoặc ve là tên tắt của nhiều loài côn trùng khác (như ve sầu), hoặc nhầm với rệp cây cũng rất nhỏ và kí sinh cây. Trong tiếng Anh, nhóm này gọi là spider mites (ve nhện).

## Hình thái
Hầu hết các loài thuộc nhóm này có hình dạng giống như nhện, nhưng  kích thước nhỏ dưới 1 mm (0,04 in), màu sắc cơ thể rất khác nhau tuỳ loài.

## Bộ nhiễm sắc thể
Nhóm này giống như bộ cánh màng (ong, kiến) : con cái là lưỡng bội (2n) còn con đực là đơn bội (n). Khi giao phối, những con cái tránh được tình trạng thụ tinh cho một số ít trứng (n). Trứng được thụ tinh (2n) tạo ra con cái lưỡng bội; còn trứng chưa được thụ tinh (n) nở thành con đực đơn bội.

## Vai trò

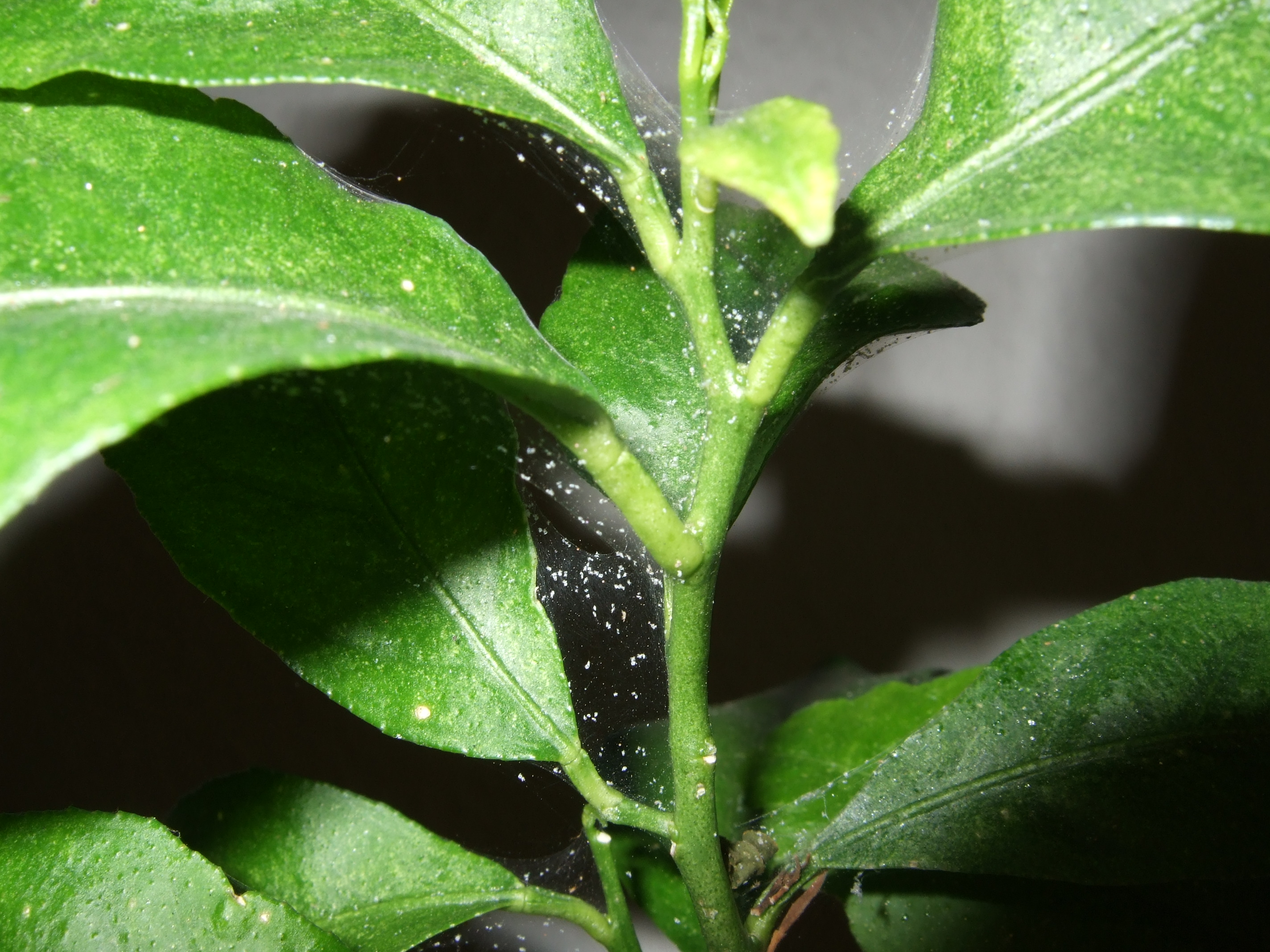
Ve cây chanh.

Ve, bét cây hút nhựa cây, nên gây hại cho cây mà chúng kí sinh. Hơn nữa, trong điều kiện thích hợp, chúng sinh sản rất nhiều, vòng đời ngắn, nên tác hại có thể rất lớn.
Ngoài ra, khi chích hút nhựa cây, nhóm này còn có thể truyền nhiều loại mầm bệnh, đặc biệt là virut, nên nghiên cứu về chúng là có ích để hạn chế thiệt hại cho nông nghiệp.

## Chu kì sống
Điều kiện khô, ấm liên quan chặt chẽ đến sự phát triển kích thước quần thể của nhóm này. Trong điều kiện nhiệt tối ưu là khoảng 27 °C, có loài có thể nở trong vòng 3 ngày và sau 5 ngày đã trưởng thành về mặt giới tính. Mỗi con cái có thể đẻ tới 20 quả trứng / 1 ngày và có thể sống từ 2 đến 4 tuần, do đó dễ dàng sinh ra hàng nghìn quả trứng. Tốc độ sinh sản nhanh này cho phép các quần thể chúng thích nghi nhanh chóng để kháng lại thuốc trừ sâu, vì vậy các phương pháp kiểm soát hóa học có thể trở nên kém hiệu quả khi cùng một loại thuốc trừ sâu được sử dụng trong thời gian dài.